# 佐治守夫
佐治 守夫（さじ もりお、1924年2月8日 - 1996年11月9日）は、日本の心理学者、東京大学名誉教授。

## 経歴
山形県出身。旧制山形高校を経て、1948年東京大学文学部心理学科卒。国立精神衛生研究所厚生技官、1967年東京大学教育学部助教授、1969年教授。1984年定年退官、名誉教授。日本・精神技術研究所心理臨床センター所長。日精研心理臨床学院長。1956年よりスタンフォード大学、WHO本部その他に学ぶ。専門は心理療法、カウンセリング。ロジャーズが提唱したクライアント中心療法を導入した。

## 著書
- 『異常心理学 異常行動の基礎理論 フラストレーション』（異常心理学講座）みすず書房、1954
- 『異常心理学 異常心理の治療・相談・処置 心理療法 第1』（異常心理学講座）みすず書房、1958
- 『落着きがない子・乱暴な子』子どもと教育を考える 岩波書店 1985
- 『カウンセリング』放送大学 1988
- 『カウンセリング入門』国土社 1989 国土新書
- 『カウンセラーの<こころ>』みすず書房 1996
- 『啐啄 佐治守夫句集 私家版』佐治小枝子編 2000
- 『臨床家佐治守夫の仕事』全3巻 近藤邦夫,保坂亨,無藤清子,鈴木乙史,内田純平編 明石書店 2007

## 共編著
- 『臨床心理学講座 第1巻 臨床心理学の基礎』水島恵一,星野命共編 誠信書房 1968
- 『講座心理学 10 人格』東京大学出版会 1970
- 『子どもにとって園生活とはなにか 問題行動をめぐって』大場幸夫共編著 フレーベル館 1974
- 『臨床心理学の基礎知識 概念・技法・問題点の理解』水島恵一共編 有斐閣 1974
- 『ノイローゼ 現代の精神病理』福島章,越智浩二郎共編 1976 有斐閣選書
- 『グループ・アプローチ』石郷岡泰,上里一郎共編 誠信書房 1977
- 『心理療法の基礎知識 基本理論と技法の理解』水島恵一共編 1977 有斐閣ブックス
- 『臨床心理学の基礎知識 概念・技法・問題点の理解』1979 有斐閣ブックス
- 『ロジャーズクライエント中心療法』飯長喜一郎共編 1983 有斐閣新書. 古典入門
- 『パーソナリティ論』飯長喜一郎共編著 放送大学 1991
- 『カウンセリングを学ぶ 理論・体験・実習』岡村達也,保坂亨共著 東京大学出版会 1996

## 翻訳
- エーリヒ・フロム『フロイトの使命』みすず書房 1959
- 『ロージァズ全集 第2 カウンセリング』友田不二男共編 岩崎学術出版社 1966
- R.ブラックラー『非行少女 学校カウンセリングと地域』共訳 東京大学出版会 1979 UP選書
- モートン・キッセン編『集団精神療法の理論 集団力学と精神分析学の統合』都留春夫,小谷英文共訳 誠信書房 1996

## 論文
- 「成功、失敗、要求水準と事態差」『児童心理と精神衛生』 第1巻 2号 1950
- 「要求水準と現実度」『心理学研究』 第21巻 3・4号 1951
- 「前頭葉ロボトミーによるパースナリティ変化」『千輪浩先生還暦記念論文集 最近心理学の諸問題』 東京大学・同記念事業委員会発行 1952
- 「フラストレーション」『異常心理学講座 第1部異常心理学 A. 第二分冊』 みすず書房 1954
- 「白鼠の反応固執の成立について」『精神衛生研究』 第2号 1954
- 片口安史と共著 「心理療法による治療効果の測定に関する研究」『精神衛生研究』 第4号 1956
- 「非指示療法による面接療法」『精神衛生研究』 第5号 1957
- 「心理療法 (1)」『異常心理学講座 第1部 異常心理学 F. 第一分冊』 みすず書房 1958
- 「Q テクニック-パーソナリティ測定についての一つの考え方」『心理学評論』 第2巻 2号 1958
- 「人格の診断と治療」『児童心理学ハンドブック』 金子書房 1959
- 「動機づけと欲求不満」『性格心理学講座 2. 性格の形成』 金子書房 1960
- 「人格心理学におけるひとつの問題-心理学的自己について」 相良守次編 『現代心理学の諸問題』 誠信書房 1961
- 「TAT」 井村恒郎監修 『臨床心理検査法』 医学書院 1963
- 「Q テクニック-Personality 測定についての一つの考え方」 南博編 『心理学論集』 河出書房新社 1965
- 「行動療法とクライエント中心療法-B. F. スキナーと C. R. ロジャースの論争を中心として」『異常行動研究会誌』 5 1965
- 「欲求と意志」 八木冕編 『心理学 II 』 培風館 1968
- 「心理療法 (1)」『異常心理学講座 3. 心理療法』 みすず書房 1968
- 星野命らと共著 「わが国における臨床心理学の実態」『臨床心理学講座 4. 臨床心理学の分野』 誠信書房 1968
- 「悲哀反応の問題」『年報社会心理学』 第9号 1968
- 「臨床的面接法」 村上英治ほか編 『心理学研究法 11. 面接』 東京大学出版会 1975
- 「治療的実践研究」『心理学研究法 13. 実践研究』 東京大学出版会 1975
- 「グループ討議による進路選択のプロセスの研究」『東京大学教育学部紀要』 15 1976

## 参考
- みすず書房
- コトバンク・日本人名大事典
- 『日本心理学者事典』クレス出版、2003年、500頁。ISBN 4-87733-171-9。
- 山本和夫「佐治守夫先生を偲んで」『心理学評論』 第39巻 4号 1996